# Thury-sous-Clermont
Thury-sous-Clermont és un municipi francès, situat al departament de l'Oise i a la regió dels Alts de França. L'any 2007 tenia 671 habitants.

## Demografia

### Població
El 2007 la població de fet de Thury-sous-Clermont era de 671 persones. Hi havia 232 famílies de les quals 28 eren unipersonals (16 homes vivint sols i 12 dones vivint soles), 76 parelles sense fills, 124 parelles amb fills i 4 famílies monoparentals amb fills.
La població ha evolucionat segons el següent gràfic:
Habitants censats

### Habitatges
El 2007 hi havia 257 habitatges, 233 eren l'habitatge principal de la família, 18 eren segones residències i 6 estaven desocupats. 252 eren cases i 1 era un apartament. Dels 233 habitatges principals, 215 estaven ocupats pels seus propietaris, 11 estaven llogats i ocupats pels llogaters i 7 estaven cedits a títol gratuït; 4 tenien dues cambres, 33 en tenien tres, 85 en tenien quatre i 111 en tenien cinc o més. 215 habitatges disposaven pel capbaix d'una plaça de pàrquing. A 70 habitatges hi havia un automòbil i a 157 n'hi havia dos o més.

### Piràmide de població
La piràmide de població per edats i sexe el 2009 era:
| Homes | Edats   | Dones |
| ----- | ------- | ----- |
| 0     | 95 o +  | 0     |
| 0     | 90 a 94 | 0     |
| 0     | 85 a 89 | 0     |
| 0     | 80 a 84 | 0     |
| 0     | 75 a 79 | 12    |
| 8     | 70 a 74 | 4     |
| 8     | 65 a 69 | 12    |
| 8     | 60 a 64 | 8     |
| 8     | 55 a 59 | 4     |
| 16    | 50 a 54 | 20    |
| 36    | 45 a 49 | 32    |
| 16    | 40 a 44 | 20    |
| 28    | 35 a 39 | 28    |
| 24    | 30 a 34 | 40    |
| 12    | 25 a 29 | 20    |
| 20    | 20 a 24 | 4     |
| 24    | 15 a 19 | 16    |
| 4     | 10 a 14 | 32    |
| 20    | 5 a 9   | 28    |
| 24    | 0 a 4   | 12    |

## Economia
El 2007 la població en edat de treballar era de 474 persones, 358 eren actives i 116 eren inactives. De les 358 persones actives 335 estaven ocupades (182 homes i 153 dones) i 23 estaven aturades (7 homes i 16 dones). De les 116 persones inactives 28 estaven jubilades, 47 estaven estudiant i 41 estaven classificades com a «altres inactius».

### Ingressos
El 2009 a Thury-sous-Clermont hi havia 232 unitats fiscals que integraven 694 persones, la mediana anual d'ingressos fiscals per persona era de 19.648 €.

### Activitats econòmiques
Dels 20 establiments que hi havia el 2007, 2 eren d'empreses de fabricació d'altres productes industrials, 10 d'empreses de construcció, 5 d'empreses de comerç i reparació d'automòbils, 1 d'una empresa d'hostatgeria i restauració, 1 d'una empresa immobiliària i 1 d'una empresa classificada com a «altres activitats de serveis».
Dels 12 establiments de servei als particulars que hi havia el 2009, 2 eren tallers de reparació d'automòbils i de material agrícola, 3 paletes, 1 guixaire pintor, 2 lampisteries, 3 electricistes i 1 empresa de construcció.
L'únic establiment comercial que hi havia el 2009 era una botiga d'equipament de la llar.
L'any 2000 a Thury-sous-Clermont hi havia 3 explotacions agrícoles.

## Equipaments sanitaris i escolars
El 2009 hi havia una escola elemental integrada dins d'un grup escolar amb les comunes properes formant una escola dispersa.

## Poblacions més properes
El següent diagrama mostra les poblacions més properes.